# Парфёновская улица
Парфёновская у́лица — улица в Адмиралтейском районе города Санкт-Петербурга. Юридически проходит от набережной Обводного канала до Варшавской улицы, фактически — до Малой Митрофаньевской улицы.

## Название
Улица была запроектирована в проекте планировки территории с 2007 года точно в створе Варшавской улицы. При этом на участке между Малой Митрофаньевской и Ташкентской улицами она должна была раздваиваться, образуя трапецию. В комитете по градостроительству и архитектуре поясняли, что причина — в железной дороге. Из-за этого фактически вместо единой улицы получались четыре самостоятельные.
В декабре 2013 года на заседании топонимической комиссии было выбрано название для северной улицы (от Обводного канала до Малой Митрофаньевской улицы) — Молочная улица. Оно связано с тем, что в её начале находится бывший завод «Петмол». Однако в 2014 году, когда стали готовить документы для выхода постановления о присвоении названия, администрация Адмиралтейского района вдруг отозвала свое согласование. Позднее администрация пояснила, что захотела более исторического названия, поскольку при принятии решения по Молочной улице топонимическая комиссия «принимала во внимание исторические факты, связанные с данной территорией, начиная с 1930-х годов».
28 октября 2015 года Топонимическая комиссия одобрила новое название — Парфёновская улица, в память о купце и благотворителе Д. Л. Парфёнове, на деньги которого, в частности, построена Воскресенская церковь рядом с Варшавским вокзалом.
Официально название было утверждено 10 мая 2016 года. В будущем улицу планируется удлинить на юг до Варшавской улицы, поскольку проектом планировки, принятым 29 марта 2016 года, было решено частично спрямить улицу и сделать из неё единую магистраль от Обводного канала до Варшавской улицы.

## История
Первый полноценный участок — от набережной Обводого канала до Малой Митрофаньевской улицы — был открыт для движения 1 сентября 2021 года. Эту четырехполосную дорогу проложил город.
Осенью 2022 года начались подготовительные работы по строительству второго участка — от Малой Митрофаньевской до Ташкентской. В 2023 году была срыта насыпь подхода к путепроводу, снесенному в 2020 году ради жилого дома. В 2025 году было выдано разрешение на строительство дороги.

## Застройка
- № 4 — жилой дом (2016[12])
- № 5 — жилой дом (2018[13])
- № 6, корпус 1, — жилой дом (2022[14])
- № 6, корпус 2, — апарт-отель (2022[15])
- № 7, корпус 1, — жилой дом (2020[16])
- № 7, корпус 3, — жилой дом (2019[17])
- № 9, корпус 1, — жилой дом (2018[13])
- № 9, корпус 2, — жилой дом (2019[17])
- № 11, корпус 1, — жилой дом (2018[13])
- № 12 — офисное здание (2022[18])
- № 14, корпус 1, — жилой дом (2021[19])
- № 14, корпус 2, — детский сад (2021[19])
- № 17 — жилой дом (2022[20])

## Транспорт
Ближайшие станции метро — «Московские ворота», «Фрунзенская» и «Балтийская».
- Автобус: № 263